# Pop Robson
Pour les articles homonymes, voir Robson.
Bryan Stanley Robson, plus connu sous le nom de Pop Robson (né le 11 novembre 1945 à Sunderland), est un ancien joueur et entraîneur de football anglais.

## Biographie

### Joueur
Robson joue tout d'abord pour le Clara Vale dans sa jeunesse. Son premier club senior est Newcastle United, avec qui il remporte la Second Division en 1964–65 et la Coupe des villes de foires 1968-1969, formant à l'époque un duo d'attaque avec le Gallois Wyn Davies.
En février 1971, il signe pour West Ham pour un record de £120 000 et marque lors de son premier match contre Nottingham Forest le 24 février. Il est le meilleur buteur de West Ham lors de ses trois saisons à Upton Park, remportant le Hammer of the Year (meilleur joueur de l'année de West Ham) lorsque le club finit sixième en First Division en 1972–73.
Il retourne ensuite dans son Angleterre du Nord est natale pour jouer dans sa ville, à Sunderland en juillet 1974 pour £145 000.
Il retourne à West Ham en octobre 1976, et joue 254 matchs pour 104 buts durant ses deux périodes au club.
Il retourne ensuite à Roker Park en juin 1979 pour £45 000, et joue pour Sunderland pendant trois périodes, avec des buts marqués par Robson qui font au club gagner le titre de champion de Football League Second Division et arriver en finale en 1980.
Pop joue ensuite en tant qu'entraîneur-joueur à Carlisle et à Chelsea, ainsi qu'à Sunderland. Il entraîne ce dernier durant la saison 1983–84 juste avant l'arrivée de Len Ashurst. En 1982, il mène Carlisle à la promotion en Second Division avec le jeune Peter Beardsley en attaque.
À Sunderland, le Bald Assassin joue en tout 174 matchs (dont seulement 10 sur le banc) et 67 buts.
Il finit sa carrière à Carlisle. Au total de sa carrière, il totalise 674 matchs et 265 buts.

### Entraîneur
Après sa carrière, il devient l'entraîneur assistant de Bobby Moncur à Hartlepool United, avant de s'occuper de l'équipe de jeunes de Sunderland.
Il les quitte en juillet 2000 pour rejoindre Brian Kidd à la tête de Leeds United. Il s'occupe des moins de 20 ans, ainsi que des moins de 19 et 17 ans. Il quitte le club en mai 2004.
Il est également découvreur de talents à Birmingham City et l'est désormais pour Chelsea.

## Palmarès
Newcastle United FC
- Champion du Championnat d'Angleterre de football D2 (1) :
  - 1965.

West Ham United FC
- Meilleur buteur du Championnat d'Angleterre de football (1) :
  - 1973: 28 buts.
- Meilleur buteur du Championnat d'Angleterre de football D2 (1) :
  - 1979: ? buts.

Sunderland AFC
- Champion du Championnat d'Angleterre de football D2 (1) :
  - 1976.